# Сами (Кефалиния)
Са́ми (греч. Σάμη) — малый город на востоке острова Кефалиния в Греции. Расположен на высоте 10 м над уровнем моря. Административный центр одноимённой общины (дима) в периферийной единице Кефалиния в периферии Ионические острова. Площадь 13,506 квадратного километра. Население 1025 жителя по переписи 2011 года.

## История

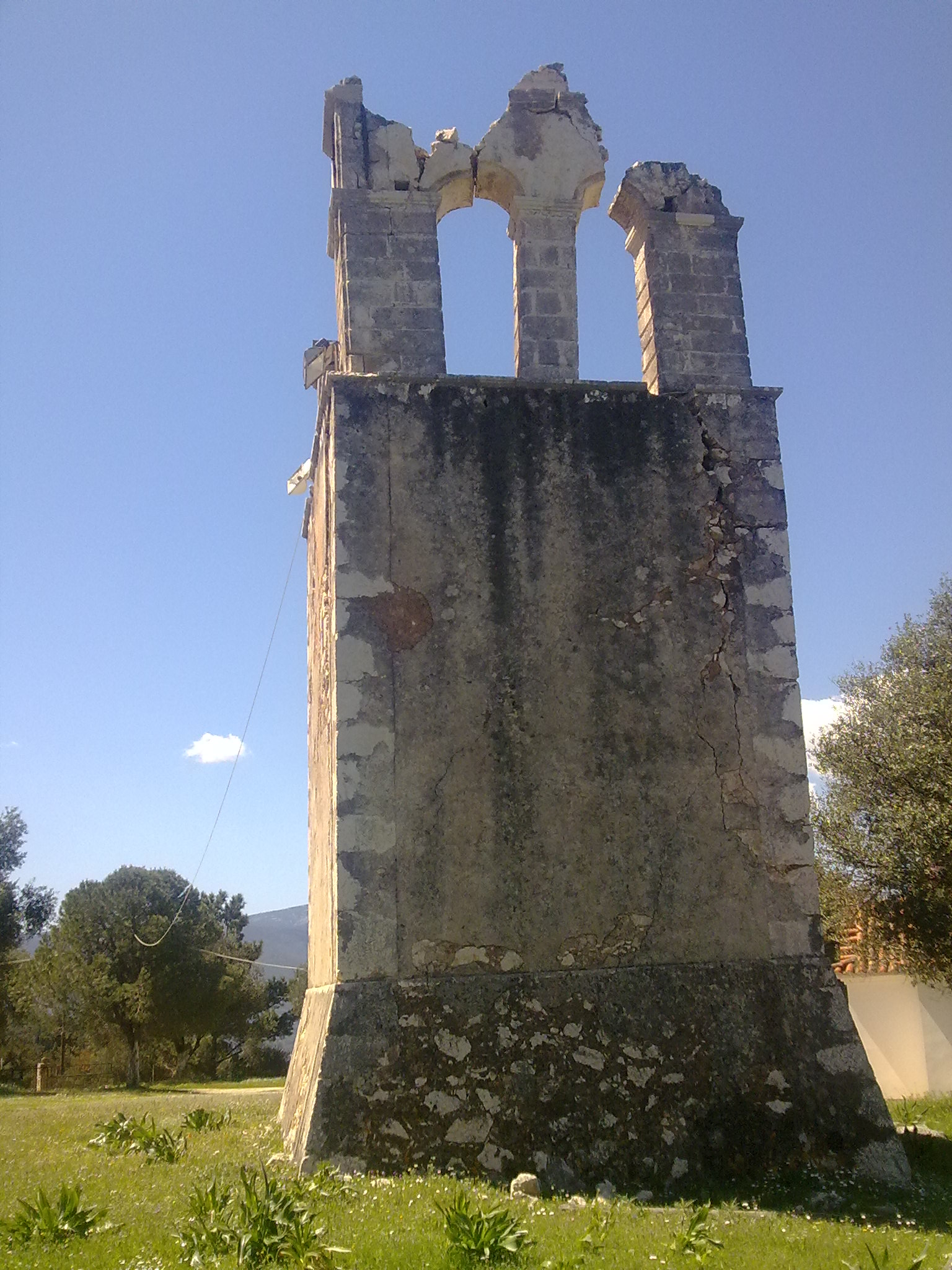
Монастырь Агион-Фанентон близ Сами

Согласно Фукидиду древний город Сама (Саме, др.-греч. Σάμη) или Самос (Зам, Σάμος) был одним из четырёх античных полисов на острове, существовавших с V века до н. э. Гомер называет Самосом остров Кефалиния. В 187 году до н. э. остров был завоеван римлянами, но вскоре жители Самы подняли антиримское восстание. После подавления восстания город был разрушен, а жители проданы в рабство.
В правление императора Констанция II (337—361) святые Лев, Феодор и Григорий основали близ Сами монастырь Агион-Фанентон (Μονή Αγίων Φανέντων от ῞Αγιοι Θανέντες — Явленные святые), впервые упоминаемый в протоколе Кефалинийской епископии Католической церкви в 1264 году.
В 2021 году открылся археологический музей «Археологическая коллекция Сами» (Αρχαιολογική Συλλογή Σάμης).

## Население
| Год  | Население, человек |
| ---- | ------------------ |
| 1991 | 934                |
| 2001 | 1079               |
| 2011 | ↗ 1025             |